# بمپفلینگن
بمپفلینگن (به آلمانی: Bempflingen) یک شهر در آلمان است که در اسلینگن واقع شده‌است. بمپفلینگن ۳٬۳۲۸ نفر جمعیت دارد.